# Friedrich Wilhelm Heineken
Friedrich Wilhelm Heineken (* 18. Oktober 1787 in Bremen; † 2. April 1848 in Bremen) war Jurist, Syndicus der Freien Hansestadt Bremen und Bremer Senator.

## Leben
Heineken war der Sohn des Bremer Bürgermeisters Christian Abraham Heineken und seiner Ehefrau Margarethe, geb. Schoene. Er studierte ab April 1806 zunächst Medizin am Gymnasium illustre in Bremen und ab Oktober 1806 an der Universität Göttingen. Ab dem Herbst 1808 studierte er Rechtswissenschaften an der Universität Göttingen und ab September 1809 im Zuge des Auszugs der Göttinger Studentenschaft aufgrund der Gendarmen-Affäre an der Universität Heidelberg. In Heidelberg ist er als Mitglied des Corps Hannovera Heidelberg nachgewiesen. Er promovierte 1811 in Heidelberg zum Dr. jur.
Als Sachführer war er an den Bremer Gerichten tätig und ab 1816 zunächst Staatsanwalt und dann Advokat in Bremen. 1818 wurde in Bremen zweiter Bremer Ratsyndicus und 1821 erster Syndicus als Nachfolger von Heinrich Gröning, der Bremer Bürgermeister wurde. 1822 wurde er Senator als Nachfolger von Simon Hermann Nonnen der auch zum Bürgermeister aufrückte. Er blieb aber auch weiterhin Syndicus als Kanzleidirektor. Er war als solcher maßgeblich an der Gründung von Bremerhaven beteiligt. Seine Ämter führte er bis zu seinem Tode 1848 aus. Als Kanzleidirektor folgte ihm 1848 der erste Syndicus August Iken.
Heineken war verheiratet mit Anna Theodora geb. Oelrichs, Tochter des Bremer Senators Georg Oelrichs (1754–1809). Die beiden hatten sechs Söhne und drei Töchter. Heineken übernahm von seinem Vater nach dessen Tod das Haus Heineken in Bremen.

## Schriften
- Dissertatio inauguralis juridica de negotiatione quam vocant speditoriam, 1811